# Ryszard Wójcik
Pour les articles homonymes, voir Wójcik.
Ryszard Wójcik, né le 6 juin 1956 à Opole, est un ancien arbitre polonais de football. Il fut arbitre international de 1990 à 2001.

## Carrière
Il a officié dans des compétitions majeures : 
- Coupe du monde de football des moins de 20 ans 1991 (2 matchs)
- Coupe du monde de football de 1998 (1 match)
- Supercoupe de l'UEFA 1999
- Supercoupe de Pologne de football 2001